# Šmoula Koumák
Šmoula Koumák je jedna z hlavních postav v komiksu, televizním seriálu a filmu Šmoulové. Od ostatních Šmoulů se odlišuje tím, že nosí brýle. Hraje na intelektuála a považuje se za nejchytřejšího Šmoulu. Velmi rád sepisuje knihy plné nesmyslů a chvály na sebe samotného.

## Povaha
Koumák je sobecký, narcistický a bezohledný. Snaží se vypadat jako intelektuál, ale zároveň se chová jako úplný hlupák, lstí však dokázal dočasně ovládnout celou Šmoulí vesnici a právě on dávno, v dobách, kdy všichni Šmoulové byli ještě malí, výrazně pomohl při záchraně ostatních Šmoulů před Hotapem, takže není zas tak hloupý, jak vypadá. Svoje chyby obvykle nerad uznává a nemá smysl pro humor. Jeho vzor, z kterého si ale nebere žádný příklad, je Taťka Šmoula a vždy, když Taťka Šmoula odejde, tak by chtěl vést vesnici místo něj a nejradši by šéfoval úplně všemu, i tomu, čemu vůbec nerozumí. Píše spousty knih, ve kterých hlavně vychvaluje sám sebe a tyto knihy ostatním neustále vnucuje a nebo jim z nich čte. Ze všech Šmoulů je nejnamyšlenější a dokázal být i velmi podlý a manipulovat s ostatními, natolik, že dokázal ovládnout celou Šmoulí vesnici a stát se jejím králem. Velmi rád se vytahuje a rozdává svoje nepoužitelné rady. Snaží se přitom navíc vypadat jako odborník na danou věc, ale pokud něco dělá, tak to často zkazí. Rád chodí žalovat Taťkovi Šmoulovi. Také si často hraje na hrdinu, přestože je velmi bojácný a vytahuje se cizími zásluhami.

## Vztahy s ostatními Šmouly
S ostatními většinou nevychází moc dobře. Velmi často ho za jeho sebechválu nebo hloupé rady házejí za vesnici, často se jim to povede tak, že spadne rovnou na hlavu. V komiksech ho často přímo zbijí. Koumák je nejméně oblíbený Šmoula. Pokud však ostatní neštve, dokáží ho respektovat. Jeho jediný vyložený kamarád, který ho vždy respektuje a považuje za chytrého, je Šmoula Nešika.

## Zajímavosti

### Koumák, král Šmoulí vesnice
Koumák se jednou lstí dopracoval až na krále Šmoulí vesnice. Povedlo se mu to tak, že Šmoulům, které potřeboval, uměl velmi dobře podlézat a slibovat. Oni mu pak vyhověli a poslouchali jeho příkazy. Začal tak, že jmenoval jednoho hlasatele, který sděloval Šmoulům Koumákova nařízení a rozkazy. Koumák si pozval Siláka a toho dokázal přemluvit, aby mu dělal stráž, a Silák, jako nejsilnější Šmoula, dokázal několik dalších Šmoulů přinutit k tomu, aby se přidali a dělali strážce pod jeho vedením. Potom už to šlo snadno a násilím mohl Koumák ovládnout zbytek vesnice. Jednoho Šmoulu (Šprýmaře) zavřel do vězení a nezastavil se, ani když se proti němu a Šmoulům na jeho straně postavila Šmoulinka s několika dalšími Šmouly.

### Pseudooperace
Koumák chystal i jednu operaci, Nešiky a Šprýmaře. Chtěl provádět transplantaci smyslu pro humor, Taťka Šmoula tuhle šílenost naštěstí na poslední chvíli zastavil.

### Další zajímavosti
Jednou ho proměnila v prase mladá čarodějka Brenda (která se brzy stala kamarádkou šmoulů), která se původně učila černé magii, důvodem byla jeho věta „Čarodějnice nikdy nemohou konat dobro" kterou brala jako urážku.